# Mālavikāgnimitram
Mālavikāgnimitram é uma peça sânscrita de Kālidāsa. É a sua primeira peça. Os principais personagens do Mālavikāgnimitram são Mālavikā e Agnimitra.
A peça conta a história do amor de Agnimitra, o rei sunga de Vidisha, pela linda criada de sua rainha. Ele se apaixona por Mālavikā. Quando a rainha descobre a paixão do seu marido por essa mulher, ela fica enfurecida e prende Mālavikā, mas, no final, é descoberto que ela é de linhagem real; então, Mālavikā é aceita como uma das rainhas de Agnimitra.
A peça contém um relato do sacrifício Rajasuya feito por Pusiamitra Sunga, e uma exposição elaborada de uma teoria sobre a música e a atuação.